# Don't Leave Me Now
"'Don't Leave Me Now"(No me abandones ahora) es una canción escrita por Roger Waters, grabada y publicado por la banda de rock progresivo Pink Floyd, lanzado el 30 de noviembre de 1979, cómo parte del álbum "The Wall" y en la película "Pink Floyd: The Wall.
La canción comienza con el grito de Roger Waters de la canción que lo precede, One of My Turns y se oyen a lo largo de la canción respiros por David Gilmour, la canción describe a la groupie que se fue tratando de que regrese con Pink y también describe un poco su fallida relación con su esposa. Al final de la canción, David Gilmour y compañía dicen: ¡Oh Babe!
La canción fue incluida en el concierto de Roger Waters, The Wall - Live in Berlin, en septiembre de 1990, año del concierto se lanzó un álbum de ese concierto y Don't Leave Me Now se ubica en el disco 1, pista 11. Roger Waters en ese concierto canta la canción desde el apartamento ficticio después de romper los vidrios tirando 2 guitarras, un mueble y lámpara.

## Personal
- Roger Waters - VCS3, voces.[1]
- Nick Mason - batería.[1]
- David Gilmour - bajos, guitarras, voces y respiración.[1]
- Richard Wright - pedales de bajo, órgano, piano y sintetizador[1]